# 王敏力
王敏力（Rena Wang，1991年8月15日—），美國華裔女子羽毛球運動員。其胞妹王苑力亦是國家隊代表，亦是她的雙打拍檔。畢業於亞凱迪亞高中，現就讀於洛杉磯加利福尼亞大學生物學系。

## 簡歷
王敏力兩姐妹自小便對羽毛球有濃厚興趣。2008年起便代表美國參加國際賽事，次年更開始搭檔雙打。
2011年，王敏力代表美國參加泛美運動會羽毛球比賽，夥拍王苑力贏得女子雙打銀牌。
2012年，王敏力代表美國出戰英國倫敦舉行的奥林匹克运动会羽毛球比賽女子單打項目，在小組賽階段以0比2（8-21、6-21）負於中國的汪鑫出局。王敏力在賽後表示自己完全跟不上汪鑫的速度，只一直处于被动；但能站在奧運赛场上，就已经是胜利了。

## 主要比賽成績
只列出曾進入準決賽的國際賽事成績：
| 年份   | 賽事                   | 公開賽級別 | 項目     | 拍檔   | 成績   |
| ------ | ---------------------- | ---------- | -------- | ------ | ------ |
| 2008年 | 泛美洲青年羽毛球錦標賽 | 其他       | 混合團體 | －     | 季軍   |
| 2008年 | 泛美洲青年羽毛球錦標賽 | 其他       | 女子單打 | －     | 冠軍   |
| 2008年 | 泛美洲青年羽毛球錦標賽 | 其他       | 女子雙打 | 倫嘉儀 | 冠軍   |
| 2008年 | 泛美洲羽毛球錦標賽     | 其他       | 混合團體 | －     | 季軍   |
| 2009年 | 泛美洲青年羽毛球錦標賽 | 其他       | 混合團體 | －     | 冠軍   |
| 2009年 | 泛美洲青年羽毛球錦標賽 | 其他       | 女子單打 | －     | 冠軍   |
| 2009年 | 泛美洲青年羽毛球錦標賽 | 其他       | 女子雙打 | 王苑力 | 冠軍   |
| 2009年 | 泛美洲羽毛球錦標賽     | 其他       | 女子單打 | －     | 季軍   |
| 2009年 | 泛美洲羽毛球錦標賽     | 其他       | 女子雙打 | 王苑力 | 季軍   |
| 2010年 | 巴西羽毛球國際賽       | 國際挑戰賽 | 女子單打 | －     | 準決賽 |
| 2010年 | 巴西羽毛球國際賽       | 國際挑戰賽 | 女子雙打 | 王苑力 | 亞軍   |
| 2010年 | 泛美洲羽毛球錦標賽     | 其他       | 混合團體 | －     | 亞軍   |
| 2010年 | 泛美洲羽毛球錦標賽     | 其他       | 女子單打 | －     | 季軍   |
| 2010年 | 泛美洲羽毛球錦標賽     | 其他       | 女子雙打 | 王苑力 | 季軍   |
| 2011年 | 秘魯羽毛球國際賽       | 國際挑戰賽 | 女子單打 | －     | 冠軍   |
| 2011年 | 秘魯羽毛球國際賽       | 國際挑戰賽 | 女子雙打 | 王苑力 | 亞軍   |
| 2011年 | 俄羅斯羽毛球大獎賽     | 大獎賽     | 女子雙打 | 王苑力 | 準決賽 |
| 2011年 | 巴西羽毛球國際賽       | 國際挑戰賽 | 女子雙打 | 王苑力 | 準決賽 |
| 2011年 | 泛美運動會羽毛球比賽   | 其他       | 女子雙打 | 王苑力 | 銀牌   |
| 2011年 | 加拿大羽毛球國際挑戰賽 | 國際挑戰賽 | 女子單打 | －     | 準決賽 |
| 2011年 | 加拿大羽毛球國際挑戰賽 | 國際挑戰賽 | 女子雙打 | 王苑力 | 準決賽 |
| 2012年 | 波蘭羽毛球國際賽       | 國際挑戰賽 | 女子雙打 | 王苑力 | 準決賽 |
| 2012年 | 芬蘭羽毛球公開賽       | 國際挑戰賽 | 女子雙打 | 王苑力 | 準決賽 |
| 2012年 | 秘魯羽毛球國際賽       | 國際挑戰賽 | 女子雙打 | 王苑力 | 準決賽 |
| 2012年 | 大溪地羽毛球國際挑戰賽 | 國際挑戰賽 | 女子單打 | －     | 準決賽 |

| 2007-2017年 | 首要超級賽 | 超級賽 | 黃金大獎賽 | 大獎賽 | 國際挑戰賽 | 國際系列賽 | 未來系列賽 | 其他 |

| 2018-2026年 | 總決賽 | 超級1000賽 | 超級750賽 | 超級500賽 | 超級300賽 | 超級100賽 | 國際挑戰賽 | 國際系列賽 | 未來系列賽 | 其他 |

### 奧運會和世錦賽參賽紀錄
|          | 搭檔   | 2010 | 2011 | 2012       |
| -------- | ------ | ---- | ---- | ---------- |
| 女子單打 | －     | 64強 | 48強 | 小組第二名 |
|          |        |      |      |            |
| 女子雙打 | 王苑力 | 32強 | 32強 | －         |